# 胡翼聖
胡翼聖（？年—？年），河南河内縣人。清朝初年官员。同進士出身。

## 生平
胡翼聖為順治六年（1649年）己丑科劉子壯榜三甲進士，官甘肅秦安縣知縣。